# 鈴江奈々
鈴江 奈々（すずえ なな、1980年7月11日 - ）は、日本テレビのエグゼクティブアナウンサー、防災士。

## 来歴

### 生い立ち
- 0歳 - 2歳までアメリカ合衆国アラスカ州で、それ以後は就職するまで藤沢市片瀬山で過ごす[1]。大学2年の夏にイギリスのブライトンで短期語学研修を受けている[6]。
- 中学、高校、大学まで10年間ダンスにのめり込む[1]。中学に入学して、クラスで隣に座った子の誘いでダンス部に入部[1]。
- 高校時代は「全国高校創作ダンスコンクール」で全国2位に入賞したことがある。大学時代の4年間はダンスサークル「JADE」で活動[6]。JADE時代の同期にモエヤンの池辺愛がいる。

### 日本テレビに入社
- 担当番組だった『エンパラナイト』では、51種類のオープニングダンスを自ら考案していた。
- 2007年12月20日、翌年の日テレ創立55周年を迎え、葉山エレーヌや夏目三久とともに「go!go!ガールズ」を結成[7]。フジテレビの「めざまし三人娘」（高島彩、中野美奈子、皆藤愛子）と、”女子アナ人気トップの座”を争った。
- 2008年2月17日の『東京マラソン2008』に同僚アナウンサーとともに出場し、6時間34分04秒で完走した[8][9]。
- 2008年の北京オリンピックでは現地キャスターを務めた。
- 2008年10月9日、大学時代からの友人で、広告代理店勤務の会社員と結婚したことを発表した[10][11]。
- ニュース番組を担当し、生放送中にも起きる地震などの災害に対して、どのように伝えるべきか悩み、2010年に「防災士」の資格を取得[12]。日本テレビの防災キャスターとして、防災活動に積極的に参加している[13]。
- 2012年には、『24時間テレビ35 「愛は地球を救う」』の総合司会を務めた。
- 2013年1月30日、日本テレビより第1子の妊娠を発表した[14]。同年、7月7日に男児を出産[15]。
- 2014年の年明けから職場へ復帰、同年1月6日からリニューアルスタートする『news every.』の午後4時台のMCに就任[16]。2016年3月28日より午後5時・6時台に異動、2018年6月上旬から全編に出演を拡大し、引き続き担当している。
- 2018年には、内閣府「平成30年7月豪雨による水害・土砂災害からの避難に関するワーキンググループ」に委員として参加。また、国土交通省「水防活性化調査会」にも委員として2018年、2019年と参加しており、災害対応の向上に努めている[17]。
- 2021年6月2日、キャスターを担当する『news every.』の番組内で第2子の妊娠と産休入りを発表した[18]。
- 2022年5月5日の『news every.』にて育児休職から復帰した。また同年5月12日より木曜及び金曜の『news every.』16時台のメインキャスターを担当する[19]。

## 人物
- 兄、姉がいる3人兄妹の末っ子で、5人家族[1]。 左利き[20]。
- 同期の上重聡の話では、新入社員研修で様々な伝説を残している[21]。
  - 当時鈴江の教育係だった先輩の福澤朗の授業の際に、目を開けたまま寝ていた[21]。後に『真相報道 バンキシャ!』で福澤と共演した。
- 『スポーツうるぐす』や『NEWS ZERO』と共演しているラルフ鈴木と性格が似ている事から「アナウンス室内で『女ラルフ』と言われてへこんでいる」と本人はコメントしている。なお、『NEWS ZERO』では、鈴木が「（鈴江は）俺は先輩なのに、社内ではラルフとため口で呼んで、入社当時は初々しかったのに、最近は自分から話しかけてこないし、エレベーターのボタンも先に押してくれないし」と発言している。他には鈴江と共演歴が長い事から「ラルフさんと一緒に座ればなんか夫婦ぽい」等と言われている[21]。
- 秋の楽しみとして、サンマを焼いた香りと金木犀の香りをあげている[22]。
- 人生で一度だけのファンレターを、同世代で憧れの存在であった中山美穂に書いたことがある[23]。

## 出演番組

### 担当番組（テレビ番組）
太字 は、現在出演中
- TVおじゃマンボウ（2003年10月 - 2006年3月） - マンボウ探偵団
- ニュース朝いち430（2003年12月3日 - 2004年11月25日） - 水・木曜メインキャスター
- 情報新惑星（BS日テレ、2004年4月 - 2005年3月26日）
- エンパラナイト（2004年10月4日 - 2005年9月30日）
- 億万のココロ・愛しのマネー$伝説（2004年10月30日 - 2005年3月19日） - アシスタント
- スポーツうるぐす（2004年12月4日 - 2006年9月30日） - サポートキャスター
- 世界!超マネー研究所（2005年4月23日 - 9月17日）
- からだ元気科（2005年9月30日・10月7日）
- ザ!世界仰天ニュース（2006年4月12日 - 2013年6月26日） - アシスタント
- 24時間テレビ 「愛は地球を救う」
  - 第29回アンガールズ100kmチャリティーマラソン実況（2006年8月26日 - 27日）
  - 第35回総合司会（2012年8月25日・26日）
- NEWS ZERO - キャスター
  - 全曜ニュース担当（2006年10月2日 - 2009年9月26日、2012年4月2日 - 6月29日）
  - 月 - 木曜ニュース担当（2009年9月29日 - 2010年3月31日、2012年7月2日 - 2013年3月28日）
  - 松尾英里子の代理（2010年2月26日、2011年4月29日）
  - 月 - 木曜サブ担当（2010年4月1日 - 2012年3月31日）
- アナ☆パラ（2008年3月31日 - 7月31日） - 司会
- 日本史サスペンス劇場（2008年4月 - 2009年3月） - 司会
- ぐるぐるナインティナイン（2009年3月6日） -「恋人選びの旅」・2代目アシスタント
- はんにゃのこの手があったか!（2009年10月 - 11月） - 司会
- 真相報道 バンキシャ!（2009年10月4日 - 2013年3月31日） - 女性総合司会（2代目）
- NNNストレイトニュース（2009年10月11日・25日、2010年5月9日・16日・23日） - 山下美穂子の代理
- ビートたけし特別主催 おバカンヌNo.1映像祭（2010年9月10日、2011年7月8日） - 進行
- 中居正広のザ・大年表（2011年5月4日・10月2日） - 進行
- ZERO MINUTE（2011年7月6日 - 2013年3月） - 水曜担当キャスター
- news every. - キャスター
  - 月 - 木曜担当第1部メイン（2014年1月6日 - 2016年3月24日）
  - 全曜担当第2・3部サブ（2016年3月28日 - 2017年3月31日、2018年6月7日 - 2020年9月25日）
  - 全曜担当全時間帯サブ（2017年4月3日 - 2018年6月6日）
  - 全曜担当第1部メイン（2018年6月7日 - 2020年9月25日）
  - 月 - 水曜担当第2・3部サブ（2020年9月28日 - 2021年6月2日）
  - 木・金曜担当第1部メイン（2022年5月5日[注 1] - 2024年3月22日）
  - 全曜担当全時間帯メイン（2024年3月25日 - ）
  - 藤井貴彦の代理[注 2][24]（2022年8月1日 - 5日・8日 - 10日・11月7日 - 11日、2023年2月24日・3月16日・17日・4月13日・14日・5月8日・24日 - 26日・6月12日・13日・7月27日・28日）
- 千鳥かまいたちアワー（2023年6月10日 - 2025年3月） - ナレーター
- NNNニュース&スポーツ（2024年1月2日） - キャスター
- 欽ちゃん&香取慎吾の全日本仮装大賞 - 4代目ナレーター（第99回 - 、過去に審査員として出演した回あり）

### テレビアニメ
- NANA（2006年4月5日 - 2007年3月） - 次回予告コーナー「NANAの部屋」のみ登場

### 劇場アニメ
- それいけ!アンパンマン 妖精リンリンのひみつ（2008年） - ナナッキー 役

## 関連人物
- 田中大貴（元フジテレビアナウンサー、大学時代の同期）
- 大木優紀（元テレビ朝日アナウンサー、大学時代の同期）
- 宮本やこ - アーティスト、パフォーマー。慶應義塾大学ダンスサークル「JADE」の先輩[25]
- 前田有紀（元テレビ朝日アナウンサー、大学時代の同期）
- 池辺愛（元モエヤンのボケ担当、大学時代の同期）
- 中村仁美（元フジテレビアナウンサー、中学・高校時代の1年先輩）